# Noucome
Noucome (のうコメ, Nōkome), abréviation de Mes Choix mentaux interfèrent complètement avec ma comédie romantique scolaire (俺の脳内選択肢が、学園ラブコメを全力で邪魔している, Ore no Nōnai Sentakushi ga, Gakuen Rabu Kome o Zenryoku de Jama Shiteiru), est une série de light novels écrite par Takayuki Inagaki et illustrée par Yukiwo. Elle a été éditée par Kadokawa Shoten sur les douze volumes sorties du 1er février 2012 au 1er février 2016.
Une adaptation en manga dessinée par Sayaka Itsuki a été publiée dans le magazine Famitsu Comic Clear, et cinq tomes sont sortis du 1er février 2013 au 1er mai 2015.
Une adaptation en anime de dix épisodes produite par Diomedéa a également vu le jour. Elle a été diffusée du 10 octobre 2013 au 12 décembre 2013.

## Synopsis
Kanade Amakusa est un lycéen qui souffre d'une malédiction appelée Choix Absolus (絶対選択肢, Zettai Sentakushi). Cette malédiction l'oblige à choisir une action à partir d'une liste de deux ou trois options qui apparaissent devant lui à tout moment et n'a aucun contrôle sur les choix qui apparaissent. Beaucoup d'entre eux sont bizarres ou pervers et par conséquent, la malédiction a entaché sa réputation avec ses camarades de classe et d'autres personnes autour de lui, ce qui rend sa vie très difficile. Cependant, un jour, un choix qu'il fait en rentrant de l'école fait tomber une belle jeune fille mystérieuse du ciel. Amakusa découvre qu'elle a été envoyée par le Dieu Monde pour l'aider à accomplir une série de missions qui lui ont été directement confiées par Dieu lui-même. Après avoir terminé ces missions, la malédiction "Choix Absolus" sera levée d'Amakusa; mais s'il échouait dans l'accomplissement de l'une des missions, il serait toujours bloqué avec la malédiction.
Au fur et à mesure que l'histoire progresse, il y a des changements dans les options, comme une nouvelle option apparaissant soudainement, ou les options disparaissant soudainement sans qu'aucun choix ne soit fait, ou même donnant la possibilité de refuser toutes les options. Selon Amakusa, il existe trois types d'options: les options qui forcent la personne à prendre certaines actions, les options qui altèrent physiquement ou mentalement d'autres personnes qui ne conserveront pas la mémoire par la suite, et les options qui ont des conséquences imprévisibles.